# Rigács
Rigács község Veszprém vármegye Sümegi járásában (az 1950-es megyerendezés előtt Zala vármegye része volt).

## Fekvése
A Marcal mentén fekszik, annak jobb (keleti) parti oldalán. A kis folyó csaknem 4 kilométer hosszan a természetes határát képezi nyugati, illetve északnyugati irányból.
A közvetlenül határos települések: észak-északkeletről Zalameggyes, délről Ukk, nyugatról Megyer, északnyugatról pedig Nemeskeresztúr (utóbbi már Vas vármegye része).

### Megközelítése
Közigazgatási területét átszeli a Balatontól Sopron térségéig húzódó 84-es főút, így ez a legfontosabb közúti megközelítési útvonala. A főút korábban minden bizonnyal a központján is végighaladt, de már évtizedek óta elkerüli azt nyugati irányból; a régi nyomvonal azóta mellékútként a 73 172-es útszámot viseli. Zalameggyes, Hosztót és Veszprémgalsa felé a 73 171-es út indul a településről, Megyerrel pedig a 73 169-es út köti össze.
A hazai vasútvonalak közül a Boba–Bajánsenye-vasútvonal érinti, melynek egy megállási pontja van a határai között. Rigács megállóhely a megyeri bekötőút vasúti keresztezése mellett helyezkedik el, lényegesen közelebb Megyerhez, mint a névadó községhez (előbbitől nagyjából 600 méter, utóbbitól 1,5 kilométer távolságra).

## Története
A mai falu alig több mint 200 éves. Az 1715. évi országos összeírásban még nem szerepelt a lakott helyek között. A régi község - amely a Marcaltól északnyugatra feküdt - a török időkben pusztult el. A település nyomai még mai is látszanak. Az új falut a nemesek építették fel. Első lakói Ferenczy- és Németh nevű családok voltak. A régi Rigács 1348-ban tűnt fel először a korabeli oklevelekben, Rygach formában. Neve szláv eredetű. Kezdetben a Rigácsi - másként Terkenci - család birtokolta. Még 1496-ban is övék volt a határ. Egy 1559-es oklevél Rygacz nemeseit is megemlíti, akik a "gógánfalvai" nemesekkel együtt részt vettek Megyeri Gáspár és Imre, Megyer possessióbeli beiktatásán. A község későbbi birtokosa - még a 18. században is - az Inkey család, amely a Zala vármegyei Rigyác községben is bírt részeket. A család leszármazottai alatt - a 18. század második felében - települt be Rigács magyar ajkú római katolikus és evangélikus lakossággal. Katolikus lakói 1909-től tartoznak az ukki plébániához. A községnek két temploma van.
Rigácsnak 1939-ben 1070 katasztrális holdja és 543 lakosa volt, 126 lakóházat számoltak. Egy római katolikus és egy evangélikus népiskolája működött. Főként középparasztok lakták. 1929-ben kilenc 25 holdon felüli birtokos volt. Kilenc önálló kisiparos és egy kereskedő élt ekkor a községben. A község termelőszövetkezete 1959-ben alakult, az alakulás évében, 1270 hold földje és 127 tagja volt, a lakosság többsége a termelőszövetkezetben dolgozott. Állattenyésztéssel és növénytermesztéssel, valamint öntözéses kertészettel foglalkoztak. Határa termékeny és gondosan művelt. A TSZ-t később a sümegi TSZ-hez csatolták, majd 1992-ben felszámolásra került. Rigács fejlődése 1945 után egyre erőteljesebbé vált. Az elsők között villamosították 1948-ban. Egy évvel később bekötőút, 1962-ben pedig kultúrház épült. Orvosi rendelőt, autóbuszvárókat, postát, öregek napközi otthonát, üzlethelyiséget és sportpályát létesítettek. A régi zsúptetős, vályogból vagy vertfalból készült házak fokozatosan eltűntek. Önálló tanácsa 1969. július 1-jén egyesült az ukki községi tanáccsal, majd a gógánfai közös tanács társközsége lett. Ma a gógánfai székhelyű közös önkormányzati hivatalhoz tartozik.

## Közélete

### Polgármesterei
- 1990–1994: Németh János (független)[3]
- 1994–1998: Németh János (független)[4]
- 1998–2002: Tóth Józsefné (független)[5]
- 2002–2006: Tóth Józsefné (független)[6]
- 2006–2010: Tóth Józsefné (független)[7]
- 2010–2014: Tóth Józsefné (független)[8]
- 2014–2019: Tóth Józsefné (független)[9]
- 2019–2024: Kertész-Bakos Ferenc (független)[10]
- 2024– : Kertész-Bakos Ferenc (független)[1]

## Népesség
A település népességének változása:
| Lakosok száma | 194  | 182  | 183  | 201  | 201  | 198  | 190  |
|               | 2013 | 2014 | 2015 | 2021 | 2022 | 2023 | 2024 |

A 2011-es népszámlálás során a lakosok 96%-a magyarnak, 2,3% cigánynak mondta magát (4% nem nyilatkozott; a kettős identitások miatt a végösszeg nagyobb lehet 100%-nál). A vallási megoszlás a következő volt: római katolikus 74,4%, református 2,3%, evangélikus 9,7%, felekezeten kívüli 1,1% (11,9% nem nyilatkozott).
2022-ben a lakosság 87,1%-a vallotta magát magyarnak, 3,5% cigánynak, 1% egyéb, nem hazai nemzetiségűnek (12,9% nem nyilatkozott; a kettős identitások miatt a végösszeg nagyobb lehet 100%-nál). Vallásuk szerint 40,8% volt római katolikus, 2,5% evangélikus, 2% református, 0,5% görög katolikus, 0,5% egyéb katolikus, 13,4% felekezeten kívüli (40,3% nem válaszolt).

## Nevezetességei
1887-ben épült római katolikus templomát a Szeplőtelen Fogantatásnak dedikálták.